# اقتصاد دهه ۶۰ شمسی ایران

در دهه ۶۰ توزیع بسیاری از کالاها در سیستم توزیع مرکزی انجام می‌شد و راه حل نهایی نارسایی‌‌ها معمولا ایجاد صف دریافت یا سهمیه‌بندی (کوپن) بود. بنزین، گازوئیل، نفت، گاز مایع، روغن‌موتور، کنسرو ماهی، شیرخشک و حتی سیگار کوپن داشت. در سال ۱۳۶۲ ستاد بسیج اقتصادی دولت وقت اعلام کرد تعویض سلیندرهای گاز خانگی با ارائه کوپن گاز انجام می‌شود. کمیته توزیع عادلانه گاز تشکیل شد که اعلام کرد شهروندان تهرانی در قبال یک کوپن و ۱۸ تومان، یک سیلند گاز از خودروی توزیع دریافت کنند. سؤال بسیاری درباره‌ روش پرکردن سیلندرهای کوچک چراغ پیک نیک بود که تعویض کوپنی نمی‌شدند و قبلاً در تهران با ۷ تومان و در کرج با ۸ تومان پر می‌شدند. پس شغل تازه‌ای شکل گرفت و مردم با دریافت سیلند گاز کوپنی، سیلندرهای کوچک را به روش غیر استاندارد پر می‌کردند و به قیمت ۱۰ الی ۱۲ تومان عرضه می‌شد. شغل خطرناکی که حوادث فراوانی نیز به دنبال داشت.

اقتصاد دهه ۶۰ ایران یا اقتصاد زمان جنگ ایران، به شرایط اقتصاد ایران از سال ۱۳۵۹ و بعد از التهابات سیاسی اولیه بعد انقلاب اسلامی ۱۳۵۷ ایران تا بعد از جنگ ایران و عراق و تغییر نسبی برخی سیاست‌های تجاری و ارزی این دوره در زمان ریاست جمهوری هاشمی رفسنجانی در سال ۱۳۶۸ و ۱۳۶۹ اشاره دارد. در این دوره درحالی که همدلی و از خودگذشتگی بیش از پیش مردم با یکدیگر در بسیج نیروها برای اداره جامعه، حکومت نوپای ایجادی و اداره جنگ ایران و عراق ایجاد شده بود، دولت‌ها سیاست‌های اقتصادی موسوم به اقتصاد کُپنی یا مدیریت و برنامه‌ریزی مرکزی یا شبه مارکسیستی را اجرا کردند. اینکار با دولتی کردن اداره همه صنایع و شرکت‌ها بزرگ و متوسط، قیمت‌گذاری و تأمین و توزیع عمده کالاهای مصرفی انجام شد. برای این منظور تقریبا تمام بازرگانی خارجی و حتی بخش زیادی از خورده فروشی ارزاق دولتی یا کوپنی شد. تنها مخالف جدی این سیاست‌ها در این دوره راست‌گرایان سنتی و بازاریان بودند که در دولت‌های وقت به حاشیه رانده شدند و اجرای این سیاست‌ها با ممانعت کم اجرا شد.
در این دوره کنترل تورم نسبت به شرایط به نسبت موفق انجام شد که عمدتا به دلیل رکود شدید اقتصادی و کنترل رشد نقدینگی (تا سال ۱۳۶۶) بود. در تمام این دوره تا سال ۱۳۶۸ رکود اقتصادی شدیدی بر بخش اقتصاد بدون نفت ایران حاکم بود، رشد متوسط اقتصادی منفی ۲.۴ درصد بوده و حتی بسیج گسترده نیروها برای جنگ نیز نتوانست به صورت موقت رونق و رشد اقتصادی مثبت ایجاد کند.

## بررسی بر اساس آمار

### نرخ بیکاری
در این دوره نرخ بیکاری افزایشی بود و در میانه دهه ۶۰ به بیش از ۱۴ درصد رشد کرد؛ رقمی کم‌سابقه که با وجود بسیج گسترده نیروها برای کارهای مرتبط با جنگ رخ داد که به تنهایی می‌تواند توصیفی از وضعیت اقتصادی باشد. نرخ مشارکت اقتصادی نیز در این دوره از ۴۰٫۶ درصد در سال ۱۳۶۰ به ۳۸٫۳ درصد در سال ۱۳۶۹ کاهش یافت. رخ دادن کاهش مداوم نرخ مشارکت اقتصادی و افزایش نرخ بیکاری در طول زمان جنگ ایران و عراق در تضاد با روند تغییر این دو شاخص در کشورهای درگیر جنگ‌های مدرن اشغال نشده در بلوک شرق یا غرب بود.

### رشد اقتصادی
در این دوره به دلیل وقوع جنگ ایران و عراق، بسیج گسترده نیروها برای کارهای مرتبط با جنگ در هر دو کشور انجام شد. اینکار در اقتصاد حکومت بعثی عراق موجب ثبت رشد اقتصادی متوسط ۳٫۱۵ درصد در طول زمان جنگ و رشد‌های دو رقمی در برخی سال‌های جهش قیمت نفت شد. درصد کاهش صادرات نفت عراق در طول این جنگ بیش از ایران بود. اما در اقتصاد ایران، بسیج نیروها برای جنگ موجب رونق موقت تولید کالاها و خدمات و بزرگ شدن حجم اقتصاد نگردید و رشد اقتصادی متوسط این دوره منفی ۲٫۴ درصد بود. کوچک شدن اقتصاد ایران در این دوره به سرعتی رخ داد که در سال ۱۳۶۷ سطح تولیدات اقتصادی کشور به کمترین میزان در ۲۰ سال قبل از آن رسید.
رشد اقتصادی سال ۱۳۶۰ منفی پنج درصد، ۱۳۶۳ منفی ۶/۷ درصد، ۱۳۶۵ منفی ۸/۹ درصد و ۱۳۶۷ منفی ۳/۵ درصد ثبت شده است. در مقابل سال‌هایی رشد اقتصادی بالا و بعضاً دورقمی در ایران نیز رخ داد. در سال ۱۳۶۱ و ۱۳۶۲ به ترتیب رشد اقتصادی ۸٫۲۲ و ۷٫۹ درصد ثبت شد که عمدتاً در نتیجه جهش قیمت جهانی نفت بود. اما در سال ۱۳۶۹ نیز رشد ۱۴ درصدی ثبت شد که عمدتا درنتیجه ورود نیروهای رزمنده به کار عادی، حذف برخی سیاست‌های ضد بازاری و به ویژه رشد دوباره واردات به کشور و تسهیل تجارت رخ داد.

### صادرات نفت، قیمت آن و استقراض خارجی
در این دوره علاوه بر سیاست‌های داخلی و جنگ، مهم‌ترین عامل تأثیر گذار بر اقتصاد ایران (و همچنین عراق) میزان صادرات نفت و قیمت آن بود. در سال منتهی به انقلاب ۱۳۵۷ تولید نفت کاهش داشت، اما درآمد کشور با افزایش قیمت‌ها در سطوح قبل حفظ شد. با وقوع انقلاب و سپس حمله حکومت بعثی عراق به ایران جهش چشمیگر قیمت شرایط درآمدهای کشور را با وجود کاهش شدید صادرات نفت در سال‌های اولیه جنگ در وضعیت مناسبی قرار داد. در سال ۱۳۶۰ درآمد نفتی کشور به حدود ۲۰ میلیارد دلار شد که در سطح قبل از ۱۳۵۷ بود. درآمد سالانه حدود ۱۲ میلیارد دلاری نفت تا میانه دهه ۶۰ داشت ولی از ابتدای سال ۱۳۶۵ سقوط شدید قیمت نفت رخ داد و سپس جنگ نفتکش‌ها موجب کاهش بیشتر صادرات شد که درنتیجه درآمد نفت به حدود ۷ میلیارد دلار رسید. در این شرایط، سیاست مالی دولت وقت در ثابت نگهداشت قیمت فروش حامل‌های انرژی و سایر خدمات دولتی در داخل کشور موجب کاهش تدریجی منابع درآمدی دولت در داخل کشور، تشدید مداوم ناترازی بودجه و تشدید تخصیص غیربهینه این منابع در اقتصاد می‌شد. فشار ناترازی بودجه تا جایی پیش رفت که در سال ۱۳۶۶ مجلس وقت طرح دریافت وام ارزی خارجی را مطرح کرد که وزارت اقتصاد وقت مخالفت کرده و رد می‌کرد.

### تجارت خارجی، سیاست ارزی وتورم
در این دوره منابع ارزی محدودی که با فروش نفت برای ایران حاصل می‌شد در سیستم تخصیص دولتی و چند نرخی ارز، توسط کمیته تخصیص ارز با نرخ‌های بسیار نازل به واردات تخصیص می‌یافت. برخی صنایع داخلی مشمول قیمت‌گذاری محصولات، برای فرار از ورشکستگی مجبور می‌شدند درخواست واردات و دریافت این ارز بسیار ارزان را بر استفاده از کالاهای مشابه داخلی اولویت دهند. در این دوره در پاسخ به جهش تقاضای ارز در مقابل کاهش عواید ارزی، ممنوعیت واردات تمام کالاها بجز آن‌ها که ضروری تشخیص داده شدند وضع شد. درنتیجه این سیاست مالی، ارزی و تجاری، تا سال ۱۳۶۸ رکود اقتصادی تشدید شونده‌ای بر اقتصاد ایران حاکم شد. رکود اقتصادی تشدید شونده به همراه ثبات نسبی نرخ رشد نقدینگی تا سال ۱۳۶۶ موجب کنترل تورم در این دوره شد که از شاخص‌های اقتصادی قابل قبول در این دوره بود. درنتیجه این سیاست مالی، ارزی و تجاری در این دوره، تا سال ۱۳۶۸ رکود اقتصادی تشدید شونده‌ای بر اقتصاد ایران حاکم شد. این رکود به همراه ثبات نسبی نرخ رشد نقدینگی تا سال ۱۳۶۶ دلیل اصلی کنترل تورم در این دوره شدند که از شاخص‌های اقتصادی قابل قبول در این دوره بود.
اقتصاد ایران در طول این دوره که همزمان با جنگ ایران و عراق بود، دوره‌‌ای از تورم بالا در سال‌های ابتدایی و پایانی جنگ و یک دوره کاهش نسبی تورم در میانه جنگ را گذراند. نرخ تورم در این دوره عمدتاً دو رقمی بود و در سال‌های ۱۳۶۶ و ۱۳۶۷ به حدود ۲۸-۲۹ درصد رسید که نشان‌دهنده فشارهای اقتصادی شدید در پایان این دوره بود.

## مشخصات اجتماعی دهه ۶۰

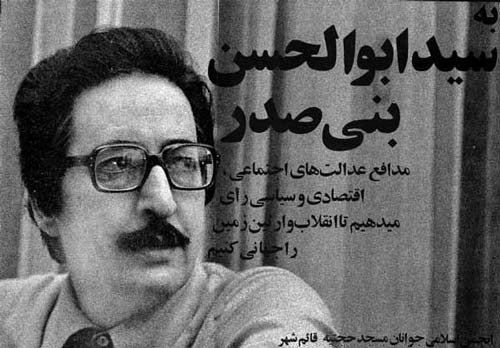
پوستر تبلیغاتی برای ابوالحسن بنی‌صدر با شعار عدالت اجتماعی، اقتصادی و سیاسی. او در میان انقلابیون ایران، تنها سیاستمداری بود که مدعی اقتصاددانی بود و اندیشه‌های اقتصادی‌اش را در محافل عمومی و رسانه‌ها بیان می‌کرد. وی با بهره بردن از برخی ایده‌های اقتصادی خود و زدن رنگ و لعاب توحیدی و اسلامی به اقتصاد مارکسیستی و عرضه کالایی تقلبی، به نخستین کرسی ریاست‌جمهوری ایران دست یافت.

در دوران اواخر دهه ۵۰ شمسی منتهی به انقلاب ۱۳۵۷ ایران و تا پایان دهه ۶۰ میلادی، عمده روشنفکران و مردم جامعه ایران تصویر می‌کردند الگو و اندیشه مارکسیسم، علم روز اقتصاد، مبارزه و فلسفه است که بین خود به دو شاخته تقسیم می‌شدند. یکسری معتقدان واقعی به مارکسیسم و الگوهای مدیریتی آن در سطح دنیا، مثل شوروی، چین و … بود. دسته دیگر افراد مذهبی بودند که شامل مجاهدین اولیه (محمد حنیف نژاد، البوالحسن بنی‌صدر، محمود طالقانی، علی شریعتی و …) می‌شدند با این استدلال که اسلام و مسلمان نمی‌تواند با علم در بیوفتد و از آنجا که مثل غالب اندیشمندان آن زمان جامعه باور داشتند بحث‌های مارکس و مارکسیسم علم روز و فلسفه تدوین تاریخ است، سعی می‌کردند در مناظره‌ها با بیان مفاهیمی مثل تعاونی بگویند تاریخ و اندیشه اسلامی حتی جلوتر از مارکس در مارکسیسم پیاده شده در کشورهای سردمدار آن است. به ویژه می‌گفتند حتی اگر می‌خواهیم مبارزه کنیم، مارکسیسم علم مبارزه است. از مبتکران و عاملان اصلی اجرای سیاست‌های اقتصاد دولتی مارکسیسم در حکومت، دولت ابوالحسن بنی‌صدر بود و اینکار تا عدم تفوق در جنگ و شروع دولت هاشمی رفسنجانی ادامه یافت.

### سکوت همراه کنایه زنی رهبران مذهبی جامعه
در این دوره عمده طرفداران جوان شخصیت‌های مذهبی و فقیهان مسلمان از بدنه افراد طرفدار اجرای سیاست‌های اقتصاد مارکسی یا مارکسیستی بودند و با وجود اختلاف مبنایی اندیشه‌های اسلامی آن‌ها با اقتصاد مارکسی، به ویژه در بخش مالکیت و زیربنای همه‌چیز دانستن اقتصاد، به ندرت سخن به نقد از این اندیشه‌ها که رواج روزافزون می‌یافتند گشودند و در جو آن دوران عمدتاً سکوت کردند. شاخص‌ترین این افراد روح‌الله خمینی بود که علی‌رغم آنکه هیچگاه دسته موسوم به مارکسیست‌های مسلمان و گروه‌هایی مثل مجاهدین خلق، بنی صدر و … را در طول فعالیت سیاسی در ایران تأیید نکرد، ولی عمده جوانان انقلابی پیرو خط امام در آن دوران از همان طرفداران اقتصادی مارکسی بودند. در معدود مواردی که خمینی در مورد رویکردها و اندیشه‌های چپ سیاسی و اقتصادی دهه ۵۰ و ۶۰ در جامعه صحبت کرد، سخنرانی‌ای بود که بعدها از آن تعبیر غیردقیق «اقتصاد مال خر است» شد. در این سخنرانی که در ۱۷ شهریور ۱۳۵۸ انجام شد خمینی ابتدا در مورد دلایل انجام انقلاب توسط مردم ایران می‌گوید کشته شدن و اهدای جوانان و ۱۶ سال مبارزه منتهی به انقلاب ۱۳۵۷ برای این نبوده که خربزه و خانه ارزان شود و اینکه برای اقتصاد مردم جوانانشان را اهدا کنند را غیرعقلانی می‌داند و هدف این فداکاری‌ها را اسلام معرفی می‌کند و سپس با اشاره به جمله معروف چپ‌های آن زمان که منتسب به کارل مارکس بوده و مبنی بر این بود که «زیربنای همه‌چیز اقتصاد است» می‌گوید:
از باب اینکه ‏انسان را نمی‌دانند یعنی چه، خیال می‌کنند که انسان هم یک حیوانی است که همان خورد و خوراک است! منتها خورد و خوراک این حیوان با حیوانات دیگر یک فرقی دارد. این چلوکباب می‌خورد؛ او کاه می‌خورد؛ اما هر دو حیوانند. اینهایی که زیربنای همه چیز را اقتصاد می‌دانند، اینها انسان را حیوان می‌دانند. حیوان هم همه چیزش فدای اقتصادش است. زیربنای همه چیزش ‏[‏است‏]‏ الاغ هم زیربنای همه چیزش اقتصادش است … اینهایی که اقتصاد را زیربنا می‌دانند، اینها منحط کردند انسان را از حدّ انسانیت به حد یک حیوانی مثل سایر حیوانات؛ این هم مثل سایر حیوانات.
بعدها از جمله «الاغ هم زیربنای همه‌چیزش اقتصادش است» در کنایه به اقتصاد مارکسی تعبیر به «اقتصاد مال خر است» می‌شود. حتی شعارهای دیگر خمینی در مقابله با اصلاحات ارزی شاه و همچنین وعده تحول اقتصاد با وقوع انقلاب به منظور تقویت جامعه و مقابله با دشمنان خارجی نیز با توجه به فضای اجتماعی آن دوران به هیچ وجه منجر به اقدام عملیاتی نشد.

## سیاست‌های اقتصادی
در دهه ۶۰ و مخصوصاً در دوران جنگ ایران و عراق، دولت‌‌ها در ایران تلاش کردند در سطح اقتصاد خُرد نوعی از اقتصاد با واردات، تولید، انتقال و فروش عمدتا دولتی کالاها یا به قیمت دولتی کالاها اجرا کنند. اینکار با روش‌هایی مثل انتشار کوپن، تعیین قیمت دولتی برای کالاها، تأمین مواد اولیه تولید کارخانه‌ها و خرید محصول آن‌ها برای توزیع توسط دولت و دولتی شدن بسیاری از بنگاه‌های تولیدی و خدماتی اجرا شد. در سطح اقتصاد کلان اجرای سیاست تثبیت نرخ ارزهای خارجی با ده‌ها نرخ مؤثر، منحصر کردن تجارت خارجی به نهادهای دولتی و افراد دارای مجوز و تثبیت نرخ ریالی مالیات‌ها و خدمات دولتی و حتی خصوصی (مثل بلیط اتوبوس و تاکسی) از ابتدای این دوره تا انتها انجام شد که در بخش دولتی منجر به کاهش شدید درآمدهای مالیاتی دولت شد.
از ابتدای این دهه بازرگانی خارجی تقریباً کامل دولتی شد. کمیته تخصیص ارز، تخصیص ارز برای واردات را کامل دولتی کرد و این تخصیص ارز توسط گمرک‌ها کنترل می‌شد. راه‌حل نهایی در بسیاری از مقولات ناشی از نارسایی در تامین کالاها در سیستم توزیع دولتی آن‌ها سهمیه‌بندی بود. برای مثال وقتی دولت به دنبال سهمیه‌بندی کالایی مثل روغن رفت، هرچه روغن‌نباتی و کره وارداتی تجار در گمرک‌ها بود را در زمان ترخیص ضبط می‌کردند؛ یعنی از واردکننده خریداری می‌کردند و آن را در سیستم مرکزی توزیع می‌کردند. دولت برای تهیه برخی کالاها، روش‌های خاصی را اعمال می‌کرد. حتی لوازم آرایش را نیز دولت خریداری می‌کرد، با این عنوان که عمده می‌خریم و به صورت خرد عرضه می‌کنیم تا ارز کمتر مصرف شود. واردات مرغ با هواپیمای ۷۴۷ باری و ترخیص آن در این سال‌ها مشغله روزانه دولتی‌ها گردید. با صدمه دیدن یا تعطیل شدن صنایع تولیدی داخلی مشمول قیمت‌گذاری‌ها یا مصادره‌ کالاها، واردات کالاهای تولیدی آن‌ها رایج شد. مثل صنایع لبنیات داخلی که با تولیدات وارداتی با تخصیص ارز دولتی جایگزین شدند و با دفترچه کوپن قالب‌های پنیر دانمارکی وارداتی توزیع می‌شد.
این سیاست‌های اقتصادی اثراتی مثل متداول شدن صف‌های طولانی مردم برای دریافت ارزاق مصرفی از سیستم پخش دولتی ارزان، رونق بازارهای سیاه ارزاق و ارزهای خارجی، رواج شغل‌های غیر مولد و خرید و فروش و دلالی ارز و ارزاق کوپنی، از صرفه افتادن تولید در داخل کشور به دلیل تخصیص یافتن یا نیافتن ارز ارزان به واردات، تعطیلی بنگاه‌های خدماتی و تولیدی خصوصی یا دولتی شدن آن‌ها به دلیل منحصر شدن فعالیت به مدیریت دولتی (مانند خدمات هواپیمایی، خدمات مالی و بانک‌ها، خدمات بیمه‌ای و …) مهاجرت کارکنان متخصص و مالکان عمده کار و سرمایه در کشور و تشدید فرار سرمایه گردید. علاوه بر این سیاست‌های اقتصادی داخلی، هجوم نظامی ارتش عراق به شرق ایران از مهر ماه سال ۱۳۵۹ وقایعی مثل از کار افتادن تولید و تجارت در نوار مرزی شرق کشور، هزینه‌های اداره جنگ و همچنین حمله به تأسیسات نفتی و تشدید آن با جنگ نفتی از سال ۱۳۶۴ باعث آسیب‌های جدی بر اقتصاد کشور ایران در این دوره شد.
سه اقدام اقتصادی در این دوره شامل افزایش تعهدات دولت با مصادره بنگاه‌های خصوصی و اداره آن‌ها و کارخانه‌های تعطیل شده، تعیین نرخ‌های ارز و تخصیص از منابع ملی و تثبیت قیمت خدمات و کالاهای عرضه دولتی در اقتصاد از سال ۱۳۶۰ تا ۱۳۶۸ علاوه تخریب بخش قابل توجهی از بخش خصوصی، به تدریج موجب افزایش کسری بودجه دولت شد، به طوری که با وجود ثابت ماندن بودجه جنگ از ابتدای سال ۱۳۶۴ به بعد، در سال ۱۳۶۷ کسری بودجه دولت به بیش از ۵۰ درصد بودجه رسید، استقراض از بانک مرکزی تشدید شد و در فقط در سال آخر جنگ ارزش ریال در مقابل ارزهای خارجی ۵۸۰ درصد رشد کرد.
نرخ رسمی تبدیل دلار به ریال در دهه ۶۰ شمسی در محدوده ۶۶٫۹ تا ۹۲ ریال نوسان می‌کرد؛ اما در بازار آزاد وضعیت به کلی متفاوت بود. در حالی که نرخ دلار در بازار غیررسمی در سال ۱۳۶۰ مساوی با ۲۷۰ ریال ثبت شده است، در سال ۱۳۶۹ هر دلار در بازار آزاد با ۱۴۱۲ ریال مبادله می‌شد؛ یعنی رقمی بیش از ۲۱ برابر نرخ رسمی آن. در این دهه نرخ‌های متعددی برای تخصیص ارز معرفی شدند و با توجه به نوع کالا یک قیمت ارز به خصوصی برای واردات وجود داشت. از چندنرخی شدن ارز در دهه ۶۰ به عنوان یک منشأ مهم وضعیت نابسامان اقتصادی آن دوران و عوامل ایجاد رانت یاد می‌شود.
در سال ۱۳۶۸ قیمت هر دلار تخصیصی در قالب گروه‌های ارزی برای واردات کالاها به کشور بین ۷ تا حدود ۱۲۰ تومان متفاوت بود که با توجه به هزینه عوارض گمرک و مجوزهای ویژه تخصیص ارز و واردات، هزینه ریالی هر دلار واردات کالا بسیار بالاتر تمام می‌شد.
فروش ارزی - ریالی نیز یکی از مباحث داغ اقتصادی هیئت دولت میرحسین موسوی محسوب می‌شد. بر اساس این طرح دریافت کنندگان کالا باید برای پرداخت بهای کالای مورد نظر ترکیبی از ارز و ریال را پرداخت می‌کردند که این امر نارضایتی‌های گسترده‌ای در بین مردم ایجاد کرد. وجود چندین نرخ ارز از جمله ارز دولتی، ارز صادراتی و ارز آزاد رانت‌های گسترده‌ای را در کشور ایجاد کرده بود. این امر در شرایطی بود که یکسان‌سازی نرخ ارز مورد تأکید تمام کارشناسان قرار داشت.
از سال ۱۳۵۹ تا سال ۱۳۶۳ بودجه جنگ حدود ۵ میلیارد دلار و از سال ۱۳۶۴ تا آخر جنگ در سال ۱۳۶۷ در حدود ۷ میلیارد دلار ثابت بود.
در نتیجه سیاست‌ها اقتصادی و التهابات ناشی از انقلاب و حمله نظامی به کشور از سال ۱۳۵۷ تا ۱۳۶۷، در تمام این دوره اقتصاد ایران درگیر شدیدترین رکود تاریخ معاصر خود بود و به‌طور متوسط سالانه ۳٫۵ درصد حجم اقتصاد کوچک شد.

## شیوه تأمین و توزیع کالاها و خدمات و تعیین قیمت آن‌ها در دهه ۶۰

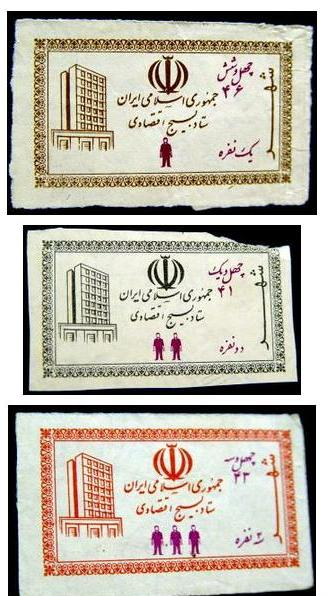
نمونه‌هایی از کوپن‌های مخصوص دفترچه بسیج اقتصادی که از سال ۱۳۵۹ شروع به توزیع شد. تا سال ۱۳۸۶ نزدیک به ۷۰ میلیون ایرانی کوپن می‌گرفتند تا اینکه در سال ۱۳۸۹ یارانه کوپنی متوقف شد.

با وقوع انقلاب و حتی چند سال قبل از آن، پیروی سیاست‌گذاران سیاسی و اقتصادی از اندیشه‌های چپ ضد بازاری که بر فضای گفتمانی کشور غالب شده بود باعث شد سرمایه‌داران و بازرگانان که صاحبان حوزه تولید و تجارت بودند از این وادی به بیرون رانده شوند. اینکار با وقوع انقلاب و در ماه‌های اول بعد از آن به سرعت پیش رفت و در نهایت دولت تأمین، تولید و توزیع کننده تخم‌مرغ، نان، برنج، لوازم تحریر و وسایل آرایشی برای مردم و تأمین تانک و سیم خاردار برای جبهه‌ها. تاجر بزرگی شد که لوازم آرایش می‌خرید؛ گندم انبار می‌کرد و درگیر فراهم کردن کامیون برای انتقال آن می‌شد و توزیع لوازم خانگی را در دست داشت. به تدریج بازار از گردونه اقتصاد ایران خارج شد و از بازار چیزی نماند جز فعالیت خرده فروشی. گروهی از افرادی که آن سال‌ها دستی بر آتش دولتی کردن اقتصاد ایران و تضعیف بازار و نهادهای غیردولتی حول آن داشتند، هنوز پس از سه دهه به عملکرد خود می‌بالند و در پاسخ به منتقدان، آن رویه‌ها را اقتضای زمانه می‌دانند.

### قند و شکر، اولین ارزاق با عرضه کوپنی و دولتی
در اوایل دی‌ماه سال ۱۳۵۹ مقدمات کوپنی کردن قند و شکر به عنوان نخستین کالاها فراهم شد. انتخاب قند و شکر نیز به این دلیل بود که بر این کالا کنترل بیشتری وجود داشت. اوایل بهمن‌ماه سال ۱۳۵۹ بود که قند و شکر کوپنی شد. این سیاست به سایر کالاهای اساسی نیز تسری یافت. در آن زمان کالاها به چهار دسته تقسیم شده بود:
- کالاهای اساسی: مانند گندم، روغن، برنج و قند و شکر
- کالاهای حساس: برخی دیگر از کالاهای ضروری در فهرستی با عنوان کالاهای حساس قرار گرفت که کاغذ برای آموزش و پرورش و لوازم‌التحریر برای دانش‌آموزان جزو این اقلام به حساب می‌آمد. یا مثل چادر مشکی که در داخل تولید نمی‌شد و برای تأمین آن باید واردات صورت می‌گرفت.
- کالاهای غیرحساس
- و برخی دیگر کالاهای عادی دسته‌بندی شدند.

بر این اساس، تأمین نیازمندی‌های کشور با اولویت کالاهای اساسی مثل گندم، شکر، روغن و برنج در دستور کار بود. حتی خوراک دام مانند علوفه و کنجاله ذرت، گوشت قرمز و سفید، تخم‌مرغ و پنیر و شیرخشک برای نوزادان را نیز وزارت بازرگانی وارد می‌کرد.

### بازرگانی خارجی دولتی شد
در اسفند ۱۳۵۹ با انتخاب حسین کاظم‌پوراردبیلی به عنوان وزیر بازرگانی دولت شهید رجایی، وظیفه سنگین دولتی کردن تجارت خارجی طبق اصل ۴۴ قانون اساسی بر عهده وی گذاشته شد. قبل از او رضا صدر از سال ۱۳۵۷ وزیر بازرگانی دولت موقت بازرگان بود و در دوره او سه مرکز تهیه و توزیع فلزات، منسوجات و کاغذ ایجاد شده بود که کارکردشان کنترل قیمت‌ها و نظارت بر گشایش اعتبار برای بخش خصوصی بود. به تدریج تصدی‌گری اقلام عمده‌ای که از نظر تعداد کم، اما از نظر قیمت بالا بود، به این مراکز سپرده شد. این مراکز کار واردات و توزیع در شبکه‌های داخلی را بر عهده داشتند تا اینکه تعداد این مراکز به ۱۱ مرکز رسید. در حقیقت به تدریج، تصدی‌گری این مراکز بیشتر می‌شد.
این روند ابتدا با کنترل واردات در بخش خصوصی و نظارت بر تأمین کالا، قیمت‌ها و کنترل کیفی آغاز شد و بعداً این مراکز وارد کار خرید و واردات، حمل و نقل و ورود اقلام به شبکه شدند. وزارت بازرگانی حتی به این نتیجه رسید که توزیع برخی اقلام عمده را هم در دست بگیرد. در آن فضا دیدگاه‌ها به اقتصاد و نحوه اداره اجتماع چپ بود بخش خصوصی در گفتگوهای (تکنوکرات‌های غیردولتی و دولتی نزدیک به هیئت دولت) زالوصفت خوانده می‌شد. در چنین فضایی، تلقی این بود که بخش خصوصی کالا را وارد می‌کند و فقط سودش را می‌برد، بدون آنکه ریسکی را بپذیرد. این نوع نگرش‌ها بهانه به مسوولان وزارت بازرگانی داد تا حتی توزیع فلزات را نیز در دست گیرند. فروش برخی از اقلام با مجوز یا مثلاً پروانه ساخت نیز در همین دوره آغاز شد.

### گسترش تصدی‌گری به کالاهای استراتژیک و ایجادستاد بسیج اقتصادی
در ادامه این روند به تدریج وزارت بازرگانی برخی از کالاهایش را از مسیر خاص و با هدایت‌گری به کالاهای استراتژیک و راهبردی و سهمیه‌بندی‌ها در قالب ستاد بسیج اقتصادی در اوایل دهه ۶۰ وارد می‌کرد. راه‌حل نهایی در بسیاری از مقولات هم سهمیه‌بندی بود. برای مثال وقتی دولت به دنبال سهمیه‌بندی کالایی مانند روغن بود، هرچه روغن‌نباتی و کره وارداتی در گمرکات موجود بود، در زمان ترخیص در گمرکات آن را ضبط می‌کرد؛ یعنی از واردکننده خریداری می‌کرد و آن را در سیستم مرکزی توزیع می‌کرد. دولت برای تهیه برخی کالاها، روش‌های خاصی را اعمال می‌کرد. حتی لوازم آرایش را نیز دولت خریداری می‌کرد. ظاهراً در آن زمان خرید لوازم آرایش به صورت بسته‌بندی‌شده برای دولت بسیار گران تمام می‌شد و ارز قابل توجهی را به خود اختصاص می‌داد. اما چاره‌ای که در آن زمان به ذهن دولتمردان خطور کرد این بود که این اقلام را به صورت باز و فله‌ای وارد کشور کنند و سپس آن را برای بسته‌بندی در اختیار صنایع داخلی بگذارند و بدین صورت صرفه‌جویی در ارز از طریق دولتی کردن تأمین و توزیع دنبال شد. دولت با اعمال این شیوه‌ها در پی آن بود که فرصت سودجویی ناشی از خلاء توزیع یا ولع مصرف به دست تجار نیفتد که این میان با استفاده از موقعیت قصد تجارت یا کسب سودجویی داشتند. مسوولان آن دوره می‌گویند: «مجبور بودیم نظارت کنیم و جلویشان را بگیریم.» البته گفته می‌شود طراحی این نوع تدابیر، بیشتر زاییده تفکرات اعضای بسیج اقتصادی آن دوران بوده است. نهادی که درهمان بحبوحه جنگ، مخالفانی هم داشت و افرادی مانند «حبیب‌الله عسگراولادی» پرچمدار مخالفان این نهاد بوده است. پای سخنان وزرای بازرگانی دهه ۶۰ که بنشینی، اصلی‌ترین چالش دوران وزارت خود را کمبود ریال و ارز اعلام می‌کنند. اینکه ناگزیر بوده‌اند، نیازها را بر اساس اولویت‌ها پاسخ دهند و البته این عبارت در گفتار آنان مشترک است: «شرایط و موقعیت آن زمان ایجاب می‌کرد چنین رفتاری در پیش بگیریم.»

### نااطمینانی‌های جنگی، بهانه اصلی قیمت‌گذاری و تصدی‌گری وزارت بازرگانی شد
از ابتدای دهه ۶۰ کشور زیر آتش جنگ بود و نیاز به کالاهای اساسی و نیز انواع دیگر کالاها، مردم را در نگرانی فرو برده بود. از یک سو، باید تانک و تجهیزات نظامی جبهه‌ها تأمین می‌شد و از سوی دیگر محدودیت‌های فروش نفت، حملات متعدد عراق به اسکله‌های خارک و سیری، افزایش نرخ حمل و نقل و بیمه در خلیج فارس و کمبودهای آن زمان، سبب شد که کشور از ناحیه کالاهای اولیه و غذا با مشکل و کمبود مواجه باشد. تا آنجا که انبارها و سیلوها نیز خالی بود و (در شرایطی که قیمت‌گذاری کالاها اعمال می‌شد، حتی کاری از تجار و بازرگانان ساخته نبود که بتوانند کالاهای مورد نیاز را به اشکال دیگر تأمین کنند.

#### برعهده گرفتن واردات توسط وزارت بازرگانی و روزمرگی واردات مرغ دولتی با هواپیمایبوئینگ ۷۴۷ باری
این وضعیت، تا آنجا پیش رفت که دستمایه ورود دولت به تصدی‌گری‌های روزمره شد؛ به گونه‌ای که حتی در واردات مرغ منجمد و فروش در چهارراه‌ها نیز دخالت می‌کرد. روزمرگی صبح‌های زود زمستان سال ۱۳۵۹ «تخلیه مرغ از هواپیماهای ۷۴۷ باری در فرودگاه مهرآباد» کار هر روز دولتی‌ها شده بود. مقصد بعدی مرغ و گوشت‌های منجمد چهارراه‌ها و میادین بزرگ شهر تهران بود که با کانتینرهای سردخانه‌دار فرودگاه‌ها حمل می‌شد و به قیمتی که به شکل دستوری برای پایین نگه داشتن نرخ‌ها تعیین شده بود عرضه می‌شد؛ بنابراین در چنین شرایطی وزارت بازرگانی از یک سو مأموریت داشت بازرگانی خارجی را ملی کند، و از سوی دیگر با محدودیت‌های مالی و اداری، مشکلات بیمه و حمل و نقل در جنوب و محدودیت‌ها و تحریم‌ها هم کنار بیاید. جنگ هم‌سایه بی‌اعتمادی به آینده را روی سر مردم گسترانیده بود. این بی‌اعتمادی، روی رفتار مردم بی‌اثر نبود و آنان به خرید اضافه و انبار کردن کالاها روی آوردند. اگرچه دولتی شدن اقتصاد، جزو آرمان‌های انقلابیون متأثر از اندیشه‌های چپ به‌شمار می‌آمد اما مسیر دولتی شدن امور بازرگانی به دست مجلس‌نشینان هموار شد؛ با طرحی که در آن زمان به تصویب رساند. بر اساس این قانون بخشی از کار در دست مردم باقی می‌ماند که البته درصد بسیار اندکی بود و بقیه دولتی می‌شد.

### تغییر قیمت سایر کالاها و خدمات با مصرف عمده عمومی
در این دوره و به ویژه از سال ۱۳۶۰ تا سال ۱۳۶۷ که شوک‌های اقتصادی و پایان جنگ رخ داد سیاست ثابت نگه داشتن قیمت خدمات و کالاهای دولتی و برخی خدمات خصوصی (مثل قیمت کرایه اتوبوس) ابتدا به شیوه کنترل قیمت و اعمال آن با توسعه کار تعزیراتی و سپس دولتی کردن تولید و واردات و عرضه بسیاری از کالاها انجام شد. در ادامه تغییرات قیمت یا نحوه مدیریت در بازار هر یک از کالاها و خدمات عمده ذکر می‌شود:
بلیط اتوبوس سفر شمال: ۷ تومان
در طول دوران جنگ، سفر مردم مناطق مجاور به مناطق شمالی ایران برای فرار از بمباران رایج بود. مسیر تهران تا شهرهای مختلف مازندران یکی از پرترددترین مسیرهایی بود که معمولاً با اتوبوس‌های بین‌شهری طی می‌شد. نرخ بلیت این اتوبوس‌ها به‌گفته قدیمی‌ترها حدود ۷۰ ریال بوده است. برای مسافت‌های طولانی‌تر، اما نرخ بالاتر می‌رفت؛ مثلاً بلیت تهران تا مشهد حدود ۱۲۰ ریال قیمت داشت.
قیمت طلا ۳٫۵ برابر شد
اگر سکه را به‌عنوان معیاری برای سنجش نوسان قیمت طلا در دهه ۶۰ انتخاب کنیم، قیمت این معیار از سال ۱۳۶۰ تا ۶۳ به‌صورت ثابت ۳۵۰۰ تومان بود، اما از سال ۶۴ به بعد روند افزایشی آن تثبیت شد و در پایان دهه، یعنی در سال ۱۳۷۰ به ۱۲۴۴۷ تومان رسید. میانگین قیمت سکه در دهه ۶۰ حدود ۷۸۶۹ تومان بود و نرخ سکه در پایان دهه به نسبت ابتدای آن بیش از ۳٫۵ برابر شده بود.
نفت کوپنی لیتری ۵ تومان
قیمت جهانی نفت خام در سال ۶۰ رکورد زد و به ۳۷ دلار برای هر بشکه رسید، اما پس از آن طی ۱۰ سال، ۳٫۷ برابر کاهش یافت. دهه ۶۰ دهه بخاری نفتی و خاموشی‌های مکرر برق بود. فصل‌های سرد نیاز مردم به نفت برای تأمین گرما افزایش پیدا می‌کرد و نارضایتی زیادی نسبت به کمبود نفت کوپنی وجود داشت. کمبود نفت باعث شده بود تا مردم برای تأمین گرمای خود قیمتی بالاتر از لیتری ۵ تا ۷٫۵ تومان رایج آن سال‌ها را برای خرید نفت آزاد بپردازند. قیمت بنزین هم تا سال ۶۹ روی لیتری ۵ تومان ثابت باقی مانده بود.

#### کمبود شدید تجهیزات جنگی و مصرفی رزمندگان
در جبهه‌های جنگ رزمندگان ایرانی باید فعالیت بدنی شدیدی جهت آماده‌سازی خود یا جنگ انجام می‌دادند. جیره غذایی کم کیفیت و ناکافی رزمندگان بدون مواد پروتئینی و ویتامین‌ها در طولانی مدت موجب ضعف کردن آن‌ها و درنتیجه ضعف جسمانی و کاهش مقاومت بدن رزمندگان می‌شد. خاطرات رزمندگان از سال‌های ۱۳۶۰–۱۳۶۵ پر از اشاره به غذای تکراری و بی‌کیفیت جبهه است. بسیاری از رزمندگان از کمبود پروتئین، میوه و سبزیجات به صورت طولانی مدت در جیره غذایی شکایت داشتند. اغلب غذاهای رزمندگان به‌صورت کنسرو شده مصرف می‌شد که بخش بسیاری از آنها با کمک‌های مردمی به جبهه‌ها ارسال شده بود. رزمندگان بعضاً به سفره غذای جبهه «سفره حضرت زهرا» می‌گفتند.
در زمستان‌های سرد مناطق غربی و شمال غربی ایران، کمبود لباس گرم و تجهیزات زمستانی (مانند کاپشن، شلوار پشمی، دستکش، کلاه) به یک معضل جدی تبدیل می‌شد. بسیاری از رزمندگان به دلیل سرمازدگی دچار بیماری و آسیب می‌شدند. در عملیات والفجر ۴ در زمستان ۱۳۶۲ در منطقه کوهستانی پنجوین، کمبود لباس گرم و تجهیزات زمستانی و اجبار به عملیات بدون لباس‌های مناسب موجب تلفات زیادی به دلیل سرمازدگی در بین رزمندگان ایرانی شد. بسیاری از رزمندگان به دلیل عدم آمادگی برای سرمای شدید و کمبود تجهیزات، دچار یخ‌زدگی اندام‌ها و بیماری‌های تنفسی شدند. کمبود پوتین و کفش مناسب و مقاوم برای شرایط سخت جبهه یکی از مشکلات دائمی بود. پوتین‌های موجود اغلب کیفیت پایینی داشتند، زود فرسوده می‌شدند و برای پیاده‌روی‌های طولانی و شرایط ناهموار مناسب نبودند.
کمبود سایزهای مختلف نیز مشکل‌ساز بود. خاطرات رزمندگان از سال‌های ۱۳۶۰–۱۳۶۳ پر از شکایات از کیفیت پایین پوتین‌ها و مشکلات ناشی از آن است. بسیاری از رزمندگان به دلیل پاره شدن پوتین‌ها، تاول زدن پاها و مشکلات مشابه، دچار آسیب‌های جسمی می‌شدند و از ادامه نبرد بازمی‌ماندند. در مناطق مین‌گذاری شده، پوتین‌های نامناسب خطر انفجار مین را افزایش می‌داد. با توسعه صنایع داخلی کفش و پوتین، وضعیت به تدریج بهتر شد، اما همچنان کیفیت و دوام پوتین‌ها در سطح ایده‌آل نبود.
بلیت سینما؛ ۵ تا ۳۰ تومان
در سال‌های ابتدایی هزینه این سرگرمی در ایران حدود ۵ تومان بود و در اواخر دهه به ۳۰ تومان رسید. بلیت سینما هم یکی از آن نرخ‌هایی است که هرگز از مسیر صعود بازنگشته است و طی نیمه‌اول دهه ۶۰ سالانه یک تا ۲ تومان و در نیمه‌دوم این دهه سالانه ۲ تا ۵ تومان افزایش قیمت داشته است. میانگین قیمت سینمارفتن در این دهه ۱۴٫۶ تومان بوده است.
سیر همیشه صعودی ارز و دلار
دلار طی ۱۰ سال دهه ۶۰ به‌صورت مستمر، جز یک‌بار در سال ۶۷ که ۳ تومان کاهش قیمت داشت، مسیری افزایشی را در پیش گرفت. قیمت دلار در سال ۶۰ از ۲۷ تومان آغاز شد و تا سال ۷۰ به حدود ۱۴۲ تومان رسید. متوسط قیمت دلار در این دهه ۸۹٫۸ تومان بوده است.
نان یک تومانی شد ۵ تومان
در این دهه نان تغییر قیمتی مستمر و کند داشت؛ مثلاً قیمت نان سنگک در سال ۶۰ حدود یک تومان بود و تا ابتدای سال ۷۰ به ۵ تومان رسید، یعنی ۵ برابر شد. قیمت نان‌های دیگر هم همین الگو را دنبال کرد: در سال ۶۴ که سنگک ۱٫۵ تومان بود، بربری یک‌تومان و لواش ۵ ریال بود. در آخر دهه که سنگک ۵ تومان شد، بربری ۳ تومان و لواش ۲ تومان شده بود.
دهه حامل‌های انرژی مفتی
اطلاعات زیادی از تعرفه‌های انرژی در دهه ۶۰ وجود ندارد. آنچه مسلم است تعرفه‌ها در آن سال‌ها چندان متغیر و گران‌قیمت نبودند. علاوه بر این لوله‌کشی آب و گاز در حد امروز توسعه‌یافته نبود. از این‌رو شکل مصرف در آن دوران متفاوت از امروز بود. گاز در مناطق بدون لوله‌کشی با استفاده از کپسول‌های گاز انجام می‌شد که مدل ۲۰ کیلویی آن‌ها در طول دهه ۶۰ کمابیش ۱۱٫۵ تومان قیمت داشتند. نرخ آب و برق هم برای مشترکین پرمصرف شاید به ۲۰ تومان می‌رسید، اما عموماً قیمت‌های انرژی از این اعداد و ارقام فراتر نمی‌رفت.
قیمت کتاب؛ زیر ۱۰۰ تومان
کتاب جزو معدود اقلامی بود که روند افزایش قیمت بسیار کندی در این دهه تجربه کرد. هر چند سالی یک‌بار ممکن بود ۵ تا ۱۰ تومان افزایش قیمت پیدا کند. قیمت کتاب در این دهه به ندرت به ۱۰۰ تومان می‌رسید؛ مثلاً قیمت کتابی ۱۰۰ صفحه‌ای حدود ۲۱ تومان، ۱۵۰ صفحه‌ای حدود ۳۰ تومان، کتابی ۲۰۰ صفحه‌ای حدود ۷۵ تومان و در اواخر دهه قیمت کتابی ۴۵۰ صفحه‌ای به ۱۷۰ تومان رسیده بود.
۲۵ برابر شدن قیمت خانه
در دهه ۶۰ مانند دهه کنونی مسکن و افسارگسیختگی قیمت‌ها در بازار مسکن یکی از بحران‌های اصلی کشور بود. متوسط قیمت هر مترمربع بنای مسکونی در تهران هزار تا ۲ هزار تومان بود. اما این نرخ تا اوایل دهه ۷۰ به متری ۵۱ هزار تومان رسید؛ این یعنی جهشی تقریباً ۲۵ برابری در طول ۱۰ سال. برای اجاره خانه در محله‌های مناسب تهران هم ودیعه‌ها از ۱۰۰ هزار تومان آغاز و دست‌کم ماهی ۸۰۰ تا هزار تومان کرایه هم باید پرداخت می‌شد.
تاکسی؛ ۲٫۵ تومان
نرخ کرایه تاکسی درون شهر تهران هم متناسب با فاصله مبدأ تا مقصد متغیر بود؛ مثلاً نرخ کرایه مسیرهای کوتاه در اوایل دهه ۶۰ حدود ۲۵ تا ۳۰ ریال بود و برای مسیرهای طولانی‌تر قیمت کمی بالاتر می‌رفت. قیمت تاکسی از تهران به شهری دیگر مانند چالوس هم حدود ۳۰۰ تومان بود.
اتوبوس‌های ۱۰ ریالی
بلیت‌های کاغذی ۱۰ ریالی اتوبوس‌های بین‌شهری برای سال‌ها نرخی ثابت داشتند و سفر درون‌شهری با اتوبوس یکی از این بلیت‌ها را لازم داشت. بعدها و در اواخر دهه ۶۰ که نرخ اتوبوس‌ها تغییر کردند، راننده ممکن بود متناسب با مسیر ۲ تا ۳ عدد از بلیت‌ها را از مسافر بگیرد.
خودرو ۱۴ برابر شد
پیکان و رنو خودروهای محبوب دهه ۶۰ هستند که پیکان در دهه‌های بعد کم‌کم جای خود را به پراید داد. پیکان در اوایل دهه ۵۰ هزار تومان به بالا قیمت داشت و در اواخر دهه قیمت آن به ۷۰۰ هزار تومان رسید؛ یعنی ۱۴ برابر شد. قیمت دولتی رنو ۵ هم در اوایل این دهه حدود ۷۰ هزار تومان بود.